# Золотий кригоруб
Золотий кригоруб, Золотий льодоруб  (фр. Piolet d'Or, англ. The Golden Ice Axe) — міжнародна нагорода за видатні досягнення в альпінізмі, яку присуджують щорічно французький журнал Montagnes і The Groupe de Haute Montagne (GHM) з 1992 року.
Номінантів відбирає GHM і журнал Montagnes за підсумками альпіністського сезону. Потім спеціальне журі розглядає сходження, здійснені номінованими учасниками і присуджує найвищу нагороду  Золотий кригоруб. Дана нагорода є найпрестижнішою в світі альпінізму.
Нагорода вручається зазвичай на початку наступного року (у лютому-квітні). Місце церемонії вручення нагород: Франція: (Шамоні, Гренобль) та / або Італія: Курмайор.

## Список альпіністів, удостоєних Золотого кригоруба
У списку рік відповідає року підбивання підсумків, визначення номінантів та вручення нагород. Усі відзначені сходження здійснювалися у попередньому календарному році.
- 2012. Двадцята церемонія вручення Золотого кригоруба[3].

1. Марк Річі (Mark Richey), Стів Свенсон (Steve Swenson) і Фредді Вілкінсон (Freddie Wilkinson) (США) за сходження на Saser Kangri II (7518 м, Індія);
2. Нейчо Марчіч (Nejc Marcic) і Лука Стражар (Luka Strazar) (Словенія) за сходження на K7 Західний (6615 м, Пакистан);
3. Робер Параг — французький альпініст в номінації «За досягнення всього життя».

- 2011[4]

1. Ясуші Окада (Yasushi Okada) і Катсутака Йокояма (Katsutaka Yokoyama) (Японія) за сходження на Лоґан (англ. Mount Logan) по південно-східній стіні (5959 м, Канада)[5]
2. Шон Віллануева О'Дрісколь (Sean Villanueva), брати Ніко і Олів'є Фавресс (Nicolas et Olivier Favressse) (Бельгія) і Бен Дітто (Ben Ditto) (США), шкіпер Боб Шептон (Bob Shepton) (Велика Британія) за ряд сходжень Big walls в Гренландії.
3. Даг Скотт (англ. Douglas Keith Scott), Велика Британія, нагороджений у номінації «За досягнення всього життя».

- 2010 рік[6].

1. Денис Урубко і Борис Дедешко, Казахстан, за першопроходження південно-східної стіни Чо-Ойю (8201 м)[7]
2. Джед Браун (Jed Brown), Кайл Демпстер (Kyle Dempster), Брюс Норманд (B. Normand), США, за першопроходження маршруту Сюелянь-фен (Xuelian Feng) (Пік сніжного лотоса: 6627 м), Тянь-Шань, Китай
3. Райнхольд Месснер — нагороджений у номінації «За досягнення всього життя»

Номінантами за найкраще сходження 2009 року також були названі:
Віталій Горелік і Гліб Соколов (Росія), новий маршрут в альпійському стилі, північна стіна, пік Перемоги, 7439 м, Тянь-Шань, Киргизстан.
Михайло Михайлов та Олександр Ручкін (Росія), першопроходження по 1100 м скелі на пік Гонгга Північно-Західний (Gongga North-West Peak), 6134 м, Китай.
Логін Баллок і Енді Хаусман (Nick Bullock і Andy Houseman, Велика Британія), першопроходження по північній стіні Чанг Гімал (Chang Himal), 6750 м, Гімалаї, Непал.
- 2009 рік. У зв'язку зі зміною ідеології присудження нагород[10] за найкращі сходження сезону були присуджені три нагороди за сходження в 2008 році і одна спеціальна[11][12][13]:

1. Улі Штек (нім. Ueli Steck) і Симон Антаматтен (нім. Simon Anthamatten), Швейцарія, за першопроходження в альпійському стилі північної стіни Tengkampoche (6487 м) в Гімалаях, Непал.
2. Кадзуо Хіраіде (Kazuya Hiraide) і Кей Танігуті (Kei Taniguchi), Японія. За першопроходження в альпійському стилі південно-східної стіни Камет (7756 м), Гімалаї, Індія. Кей Танігуті стала першою жінкою, нагородженої премією Золотий льодоруб.
3. Фумітака Ітімура (Fumitaka Ichimura), Юсуке Сато (Yusuke Sato) і Кадзукі Амано (Kazuaki Amano), Японія. За першопроходження в альпійському стилі північної стіни Каланка (6931 м), Східний Гарвал, Гімалаї, Індія.
4. Введено нову номінацію: «За досягнення всього життя». Першим нагородженим у цій номінації є італійський альпініст Вальтер Бонатті[11].

- 2008 рік. Нагороду не присуджували.
- 2007 (церемонія 02 лютого 2007 року) 
  - Марко Презель і Boris Lorencic (Словенія) за першопроходження північно-західного ребра Чомолхарі (7134 м, Chomolhari) в Гімалаях, Бутан.
  - Денис Урубко і Сергій Самойлов (Казахстан) за першопроходження в альпійському стилі північно-східної стіни Манаслу (8156 м).
  - Pavle Kozjek (Словенія) за новий маршрут на Чо-Ойю (8201 м) і фотографії з місця розстрілу тибетських паломників на перевалі Нангпа Ла.
  - Ігор Чаплинський, Андрій Родіонцев і Орест Вербицький (Україна) за першопроходження північного ребра Шингу Чарпа (5800 м, Shingu Charpa) в Каракорумі
  - Ian Parnell і Tim Emmett (Велика Британія) за сходження на Kedarnath Dome (6940 м).
- 2006 Steve House і Vince Anderson за першопроходження в альпійському стилі Рупальскої стіни Нанга-Парбат (8126 м), Гімалаї.
- 2005 Команда росіян під керівництвом Олександра Одінцова в складі: Одинцов Олександр — ініціатор і керівник експедиції, Санкт-Петербург, Ручкін Олександр (С.-Петербург), Болотов Олексій (Єкатеринбург), Борисов Сергій (Єкатеринбург), Кірієвський Геннадій (Магнітогорськ), Михайлов Михайло (Бішкек), Павленко Дмитро (Москва), Тотмянін Микола (Санкт-Петербург), Першин Михайло (Єкатеринбург, Санкт-Петербург), Прилєпа Євген (Туапсе), Бакін Михайло (лікар експедиції) за першопроходження північної стіни піку Жанну, 7710 м, Гімалаї[14].
- 2004 Валерій Бабанов і Юрій Кошеленко (Росія) за проходження нового маршруту по південній стіні Нупцзе (Nuptse), 7804 м, Гімалаї, Непал.[15].
- 2003 Mick Fowler і Paul Ramsden за новий маршрут по північній стіні вершини Siguniang (6250m) в Китаї.
- 2002 Валерій Бабанов за сходження-соло по північній стіні піку Меру Центральний, (Meru Central), 6310 м, Гімалаї, Непал[16].
- 2001 Thomas Huber і Іван Вольф за першопроходження північного ребра Шивлінг (6543 м.н.м.), Гімалаї, Непал.
- 2000 Lionel Daudet і Sébastien Foissac за першопроходження по північно-східній стіні Burkett Needle.
- 1999 Andrew Lindblade (Австралія) і Athol Whimp (Нова Зеландія) за першопроходження північної стіни Талай-Сагар.
- 1998 Команда росіян з Єкатеринбурга в складі:

Єфімов Сергій Борисович — керівник експедиції;
Михайлов Олександр Олександрович — тренер
Хабібулін Салават — капітан команди (загинув близько вершини)
Болотов Олексій
Бугачевскій Ігор (загинув при спуску)
Ермачек Юрій
Жилін Микола
Павленко Дмитро
Бельков Андрій
Клепіков Андрій
Бичковський Сергій — лікар експедиції
За першопроходження західної стіни Макалу, 8463 м, Гімалаї, Непал.
- 1997 Tomaž Humar і Vanja Furlan (Словенія) за новий маршрут по східній стіні Ама-Даблам.
- 1996 Andreas Orgler, Heli Neswabba і Arthur Wutsher (Німеччина) за декілька нових проходжень маршрутів в районі льодовика Руфь на Алясці (Аляскинський хребет) і за новий маршрут по західній стіні Маунт Бредлі.
- 1995 Франсуа Марсіньї (Франція) і Енді Паркін (Англія) за новий скельно-льодовий маршрут на Esperance Col (Серро-Торре).
- 1994 Молодіжна високогірна експедиція Французького альпіністського клубу (середній вік учасників 20 років) за серію сходжень на Памірі
- 1993 Michael Piola і Вінсент Шпрунглі за нове сходження по східній стіні південної Торре-дель-Пайне в Патагонії, Аргентина (назва маршруту «Dans l'Oeil du Cyclone»)
- 1992 Словенці Андрей Штремфель і Марко Презель за першопроходження південного ребра на Південну вершину Канченджанга (Kanchenjunga), 8476 m, Гімалаї.